# Rory's dance
Rory's dance es el 9.º episodio de la serie televisiva estadounidense Gilmore Girls.

## Resumen del episodio
Lorelai se entera de que habrá un baile formal en Chilton al que Rory no quiere ir y trata de convencerla de que es una maravillosa oportunidad que no debería desaprovechar; Rory acepta ir al baile y le pregunta a Dean si desea acompañarla y él acepta. Lorelai se encarga de hacer el vestido de Rory, y Emily va a su casa la misma noche del baile para tomar unas fotos de Rory y poder conocer a Dean; como Lorelai tiene un pequeño dolor en la espalda, Emily decide quedar a cuidarla, y para sorpresa de ambas, no la pasan tan mal como lo habrían imaginado. 
Mientras tanto, Rory y Dean llegan al baile y empiezan bailando algunas piezas; Rory disfruta mucho cuando se entera de que Paris vino al baile con su primo Jacob y que ella misma lo gritó cuando discutía con Rory. Tristan comienza a molestar a Rory y Dean sale a defenderla. Ambos se van del baile y en el camino discuten sobre si son enamorados o no, llegan al estudio de Miss Patty pero se quedan dormidos. A la mañana siguiente, Emily despierta a Lorelai desesperada pues Rory no ha llegado a casa y le dice que le pasará lo mismo que a ella (quedar embarazada). Lorelai discute con Emily sobre quién es la peor madre y termina echándola de la casa. Finalmente, Rory llega a casa y Lorelai no le cree cuando ella afirma que no se acostó con Dean.
- Datos: Q11703332